# بيلي والش (سياسي)
بيلي والش (بالإنجليزية: Bailey Walsh)‏ هو سياسي أمريكي، ولد في 1905، وتوفي في 1962. حزبياً، نشط في الحزب الجمهوري.